# Jorge Díaz Price
Jorge Roberto Díaz Price (ur. 27 lipca 1998 w Cancún) – meksykański piłkarz występujący na pozycji środkowego pomocnika, od 2024 roku zawodnik Cancún.